# Список вулиць Донецька (Є)
| Назва     | тип  | Колишні назви | Район(и)       | Місцевість | Джерела |
| --------- | ---- | ------------- | -------------- | ---------- | ------- |
| Єгорова   | вул. |               | Будьонівський  | Олексіївка |         |
| Єрмощенка | вул. |               | Ворошиловський |            |         |